# Banquo
Banquo, thegn de Lochaber, est un personnage de la tragédie Macbeth de William Shakespeare, dont la publication est estimée aux environs de 1606. Dans la pièce, il est d'abord un allié de Macbeth, étant tous deux généraux de l'armée du roi, avec lequel ils rencontrent les Trois Sorcières. Après avoir prédit à Macbeth qu'il deviendrait roi, elles prédisent à Banquo qu'il ne deviendra pas roi, mais que ses descendants le seront. Macbeth, dans sa quête pour le pouvoir, voit Banquo comme une menace et le fait assassiner : son fils, Fleance (en), s'échappe. Le fantôme de Banquo revient plus tard dans la pièce, hantant Macbeth pendant un banquet.
Shakespeare a emprunté le personnage de Banquo aux Chroniques d'Angleterre, d'Écosse et d'Irlande publiées par Raphael Holinshed en 1587, dans lesquelles il est plutôt un complice de Macbeth dans l'assassinat du roi et sa montée au trône plutôt qu'un sujet royal que Macbeth voit comme une menace. Shakespeare a peut-être modifié cet aspect du personnage pour convenir aux attentes de la pièce par Jacques Ier, considéré à l'époque comme un descendant du véritable Banquo. Les critiques interprètent souvent le rôle de Banquo comme un faire-valoir de Macbeth, résistant au mal tandis que le personnage principal y succombe. Cependant, ses desseins sont inconnus, et certains critiques se questionnent sur son innocence. En effet, il n'agit en rien dans l'accusation de meurtre de Macbeth, même avec des raisons de croire que Macbeth est coupable.

## Origine
Pour écrire Macbeth, Shakespeare s'inspire, comme dans beaucoup de ses pièces, des Chroniques d'Angleterre, d'Écosse et d'Irlande de Raphael Holinshed. Ce dernier représente Banquo comme une figure historique, complice de Mac Bethad mac Findlaích (Macbeth) afin que celui-ci tue Donnchad mac Crinan (Duncan Ier) et qu'il accède au trône à la place de Máel Coluim mac Donnchada (Malcolm III). En revanche, Holinshed utilisa un autre ouvrage pour composer ses Chroniques, intitulé Historia Gentis Scotorum (Histoire du peuple écossais) publié par Hector Boece en 1527. Cet ouvrage de Hector Boece est la première mention de Banquo et de son fils Fleance ; mais beaucoup d'experts les considèrent comme des personnages de fiction. À l'époque de Shakespeare, cependant, ils sont reconnus comme des figures historiques de mérite, et le roi Jacques Ier clama le trône en se nommant descendant de Banquo. La maison Stuart descend de Walter fitz Alan, le soi-disant petit-fils de Fleance, quand en réalité, il était le descendant de Alan fitz Flaad, un chevalier breton.
Contrairement à ses sources, Shakespeare ne fait pas de Banquo un complice dans le meurtre du roi, en faisant un acte commis seulement par Macbeth et sa femme Lady Macbeth. Les raisons expliquant ce changement de caractère de personnage par Shakespeare sont inconnues, même si les experts ont plusieurs hypothèses plausibles. La plus communément acceptée est le risque qu'aurait pris Shakespeare en représentant l'ancêtre du roi comme un meurtrier et un conspirateur dans le meurtre d'un roi digne, et le désir du dramaturge de convenir à un puissant mécène. Toutefois, il est possible que Shakespeare ait altéré le personnage de Shakespeare seulement car il n'y avait pas de besoins dramatiques d'en faire un complice, mais un besoin de créer un contraste avec Macbeth, un rôle que de nombreux experts attribuent à Banquo. De même, Jean de Schelandre représente Banquo en 1611 dans La Stuartide comme un homme noble et honorable, probablement pour les mêmes raisons que Shakespeare.
Le rôle de Banquo dans le coup monté suivant le meurtre est compliqué à expliquer. La loyauté de Banquo envers Macbeth plutôt qu'envers Malcolm, en faisant un complice passif : en effet, Malcolm, en tant que prince de Cumberland, est le digne héritier du trône et Macbeth est un usurpateur. Daniel Amneus explique que la version de Macbeth que l'on connaît aujourd'hui est une réécriture d'une esquisse dans laquelle Macbeth n'est pas seulement fait thegn de Cawdor mais reçoit également les « plus grands honneurs » de devenir prince de Cumberland, et donc digne héritier du trône d'Écosse. Le silence de Banquo est donc peut-être une ruine de cette ancienne pièce dans laquelle Macbeth était héritier de Duncan,.

## Histoire
Le personnage de Banquo apparaît dans un tiers des scènes de la pièce, que ce soit sous forme humaine ou fantomatique. Bien qu'il soit essentiel à l'histoire, il a beaucoup moins de répliques que certains personnages plus insignifiants comme Rosse, un noble Écossais survivant à la fin de la pièce. Dans la scène 2 de l'acte I, un soldat blessé narre la manière dont Macbeth, thegn de Glamis, et Banquo, thegn de Lochaber, ont résisté aux envahisseurs en combattant ensemble. Dans la scène suivante, Banquo et Macbeth, revenant de guerre, rencontrent les Trois Sorcières, qui prédisent à Macbeth qu'il deviendra thegn de Cawdor et ensuite roi. Banquo, sceptique quant aux pouvoirs divinatoires des sorcières, les met au défi de prévoir son futur. Elles lui prédisent alors qu'il ne prendra jamais le trône, mais qu'il engendra une lignée de rois. Banquo reste sceptique après cette rencontre, se demandant si des forces maléfiques peuvent dire la vérité. Il prévient Macbeth en disant que les forces maléfiques offrent aux hommes un petit espoir pour les attraper dans un piège mortel : « Et, souvent, pour nous attirer à notre perte, les ministres des ténèbres nous disent la vérité : ils nous amorcent par des bagatelles permises, pour nous précipiter ensuite dans les conséquences les plus funestes. »
Quand Macbeth tue le roi et prend sa place sur le trône, Banquo — la seule personne au courant de leur rencontre avec les sorcières — réserve son jugement pour Dieu. Il ne sait pas si Macbeth a eu recours au régicide pour prendre le trône, mais exprime ses doutes dans un soliloque : « J'ai peur que tu n'aies joué pour cela un bien vilain jeu. » Il offre son respect au nouveau roi et jure loyauté. Plus tard, inquiet que les descendants de Banquo règnent sur l'Écosse à la place des siens, Macbeth envoie des assassins pour tuer Banquo et son fils Fleance. Pendant la mêlée, Banquo distrait les assassins afin que Fleance puisse s'échapper, puis est assassiné. Le fantôme de Banquo revient plus tard dans la scène 4 de l'acte III pour hanter Macbeth durant un banquet. Macbeth est terrifié par cette hallucination, mais les autres convives n'aperçoivent pas le fantôme. Il apparaît de nouveau à Macbeth pendant une vision créée par les Trois Sorcières, dans laquelle Macbeth voit une longue lignée de rois descendant de Banquo.

## Analyse

### Faire-valoir de Macbeth

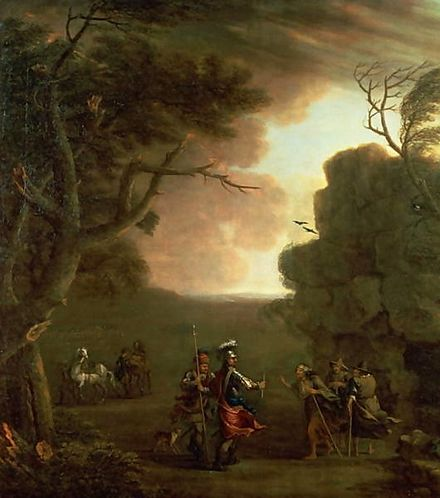
John Wootton, Macbeth and Banquo Meeting the Three Witches.

De nombreux experts considèrent Banquo comme un faire-valoir de Macbeth pour contraster avec le personnage principal. Ce dernier, par exemple, accepte directement la prophétie des Trois Sorcières et la considère comme véridique et un objectif à accomplir, tandis que Banquo, au contraire, se méfie des prophéties et doute sur les intentions de ces créatures, maléfiques au premier abord. Alors que Macbeth place son espoir dans la prédiction qu'il deviendra roi, Banquo dit que les forces maléfiques offrent seulement des cadeaux menant à la destruction. Il résiste à la tentation du Mal durant toute la pièce, en priant le Ciel de l'aider, contrairement à Macbeth qui recherche les ténèbres en priant que le mal qu'il détient en lui l'aide. Ceci est visible dans l'acte II : quand Banquo voit Duncan dans son lit, il dit : « Ils sont économes dans le ciel ; toutes leurs chandelles sont éteintes. » Cette prémonition des ténèbres en association avec Macbeth est répétée juste avant la mort de Banquo : « Il tombera de la pluie cette nuit », dit-il à son fils Fleance.
Le statut de Banquo comme contraste de Macbeth est visible dans quelques moments de tension de la pièce. Dans la première scène de l'acte II, Banquo voit son fils Fleance et lui demande de prendre son épée et sa dague (« Tiens, prends mon épée (...) Prends encore cela »). Il lui explique ensuite qu'il a du mal à dormir à cause de « détestables pensées où se laisse aller la nature pendant notre repos ». À l'approche de Macbeth, il demande qu'on lui rende rapidement son épée. Les experts ont interprété ce passage comme pour dire que Banquo a rêvé de tuer le roi avec Macbeth pour prendre le trône pour sa famille, comme les Trois Sorcières l'avaient prédit. Cependant, sa nature bienveillante est si révoltée par ces pensées qu'il donne ses armes à Fleance pour être sûr qu'elles ne se réalisent pas, mais est si nerveux en voyant Macbeth approcher qu'il les redemande. D'autres experts ont analysé que les rêves de Banquo ont moins de rapport avec un régicide qu'avec Macbeth, en disant que Banquo est près de son épée dans son sommeil. Puis, quand Macbeth approche, Banquo, hanté par ses cauchemars sur les desseins de Macbeth, reprend son épée comme précaution.
Macbeth réalise finalement que Banquo ne peut plus être considéré comme un complice dans ses projets meurtriers, et le considère comme une menace pour le trône qu'il vient d'acquérir : il le fait donc assassiner. La capacité qu'a Banquo de survivre d'autres manières — de part à travers son fils Fleance et sous forme fantomatique lors du banquet — est une autre force qui s'oppose à la mort imminente de Macbeth.

### Le fantôme
Quand Macbeth retourne voir les Sorcières, plus tard dans la pièce, ces dernières lui montrent une hallucination de Banquo assassiné avec huit de ses descendants. Cette scène est lourde de sens : le roi Jacques Ier, sur le trône pendant l'écriture de Macbeth, était soi-disant le descendant de Banquo par neuf générations. Quand Shakespeare écrit ceci, il montre ainsi un soutien fort à Jacques Ier et sa légitimité au trône, et pour le public de l'époque de Shakespeare, c'est une preuve tangible que la prophétie des Sorcières s'est réalisé. Cette apparition est extrêmement troublante pour Macbeth, qui ne veut pas seulement le trône pour lui, mais également pour sa descendance.
L'autre apparition fantomatique de Banquo se trouve pendant un banquet organisé par le couple royal. Cette hallucination sert à montrer que Macbeth commence à avoir conscience de ses actions. Le triomphe de Banquo, malgré la mort, est montrée symboliquement, car il prend littéralement la place de Macbeth pendant le banquet. Choqué, Macbeth utilise des mots métaphoriques pour exprimer l'usurpation, décrivant Banquo comme presque couronné de « vingt blessures mortelles sur le crâne ». Il aspire la masculinité de Macbeth avec le sang de ses joues ; dès que Banquo disparaît, Macbeth annonce : « Il est parti, je redeviens un homme. »,
Comme la vision de la descendance de Banquo, la scène du banquet a été sujette à des critiques. Des experts se sont demandé s'il n'y avait peut-être pas un mais deux fantômes dans la scène : Banquo et Duncan. Ils argumentent en disant que certaines des répliques de Macbeth peuvent aussi bien s'appliquer à Banquo qu'à Duncan, comme la réplique « Tu ne peux pas dire que ce soit moi qui l'aie fait » qui peut désigner le fait que ce ne soit pas Macbeth qui ait tué Banquo au premier degré, ou que Duncan, étant endormi, n'a pas vu son assassin. De plus, certaines répliques adressées directement au fantôme, comme « Tes os sont desséchés, ton sang est glacé » ne peuvent pas être dirigées envers Banquo : venant de mourir, cette description est erronée.
Les experts se demandent si la vision de Macbeth est réelle ou si ce n'est qu'une hallucination. Macbeth a déjà eu une hallucination auparavant dans la pièce, avant de tuer Duncan : un poignard en train de léviter. Certaines représentations de la pièce ont effacé la présence tangible du fantôme de Banquo, renforçant l'idée que Macbeth sombre dans la folie, puisque le public ne peut pas voir ce qu'il dit voir. D'autres experts contredisent cette hypothèse en disant que si la vision d'un poignard est plus inhabituelle, les fantômes de personnes assassinées sont plus fréquents et ont une base de superstition dans l'esprit des spectateurs. D'autres esprits présents dans les pièces de Shakespeare, comme Hamlet ou Le Songe d'une nuit d'été, existent sous des formes plus ambiguës, en venant parfois même à remettre en question leur propre existence,,.
Le concept d'un personnage confronté lors d'un banquet à un souvenir de leur chute n'est pas unique à Shakespeare et tient peut-être ses origines dans le banquet du roi Balthazar, un passage de la Bible hébraïque. Ce passage a également inspiré l'expression idiomatique « un fantôme au banquet », qui est une métaphore pour un sujet qu'une personne préférerait éviter ou un souvenir du passé et/ou de l'éventuel futur déplaisant d'une personne.

## Postérité

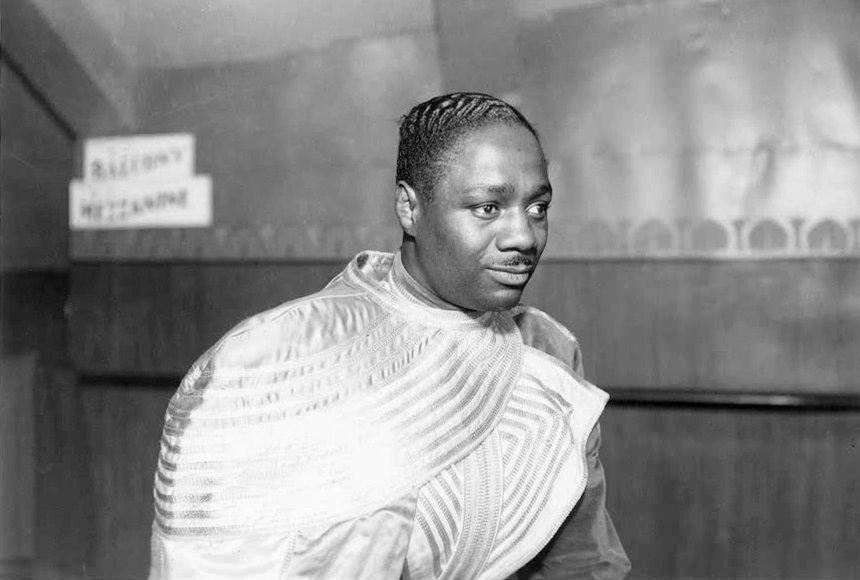
Canada Lee en tant que Banquo dans la production de 1936 de Macbeth.

Le rôle de Banquo, particulièrement pendant la scène du banquet, a été sujet à de nombreuses interprétations. Le texte de Shakespeare indique : « L'ombre de Banquo sort de terre, et s'assied à la place de Macbeth. » Les interprétations télévisées ont préféré altérer cette version et montrer le fantôme de Banquo apparaître directement dans la chaise de Macbeth, plutôt que d'apparaître et d'aller s'y installer. Des effets spéciaux et des jeux de caméra permettent au fantôme de disparaître et de réapparaître, soulignant le fait que seul Macbeth est capable de le voir.
Les metteurs en scène, incapables d'utiliser des effets post-production et des jeux de caméra, ont dû recourir à d'autres méthodes pour représenter le fantôme. À la fin du XIXe siècle, les productions de la pièce par Henry Irving emploient une grande variété d'approches. En 1877, une silhouette verte est utilisée pour créer une image fantomatique ; dix ans plus tard, une chaise truquée est utilisée pour permettre à un acteur d'apparaître au milieu de la scène, et puis d'apparaître au milieu des spectateurs. En 1895, un jet de lumière bleue est utilisé pour symboliser la présence de l'esprit de Banquo. En 1933, Theodore Komisarjevsky, un metteur en scène russe, crée une réécriture moderne de la pièce — où, par exemple, Macbeth et Banquo apprennent leur destin à travers la chiromancie — dans laquelle l'ombre de Macbeth est utilisée pour représenter le fantôme de Banquo. En 1936, Orson Welles met en scène The Voodoo Macbeth, une réécriture de la pièce prenant place dans les Caraïbes, jouée par le Federal Theatre Project, avec Canada Lee dans le rôle de Banquo.
Les adaptations filmographiques de Macbeth approchent le personnage de Banquo de manières très variées. Le Château de l'araignée, adaptation de 1957 de Akira Kurosawa, présente le personnage de Banquo sous la forme du Capitaine Miki (joué par Minoru Chiaki), tué par l'équivalent de Macbeth, Capitaine Washizu, quand sa femme lui apprend qu'elle est enceinte. Cependant, Washizu n'apprend la mort de Miki qu'après avoir vu son fantôme lors du banquet. Dans l'adaptation de 1971 de Roman Polanski, Banquo est joué par l'acteur Martin Shaw, dont la performance acclamée rappelle les premières adaptations scéniques. Cette version met également l'accent  sur l'objection de Banquo envers l'ascension de Macbeth en le montrant silencieux tandis que les autres thegns acclament Macbeth comme le nouveau roi. Dans le film de 1990 Men of Respect, qui place l'intrigue de la pièce dans une famille mafieuse de New York, le personnage de Banquo est surnommé "Bankie Como" et est joué par l'acteur Dennis Farina.